# جهينة (الرقة)
جهينة قرية سورية تتبع ناحية مركز الرقة في منطقة مركز الرقة في محافظة الرقة. بلغ عدد سكانها 194 نسمة في عام 2004 حسب إحصاء المكتب المركزي للإحصاء.